# Greg Rutherford
Greg Rutherford, właściwie Gregory James Rutherford (ur. 17 listopada 1986) – brytyjski lekkoatleta, skoczek w dal, mistrz olimpijski z Londynu 2012, mistrz świata z Pekinu 2015 i Europy z 2014 i 2016.

## Życiorys

### Dzieciństwo i edukacja
Greg Rutherford urodził się i wychował w Bletchley w Milton Keynes, gdzie uczęszczał do szkoły podstawowej w Two Mile Ash i do Denbigh School (gimnazjum). Jest prawnukiem piłkarza Jocka Rutherforda, który trzykrotnie wygrał rozgrywki First Division Angielskiej Ligi Piłki Nożnej.
W młodości trenował grę m.in. w piłkę nożną, rugby i badmintona, ćwiczył też w klubie piłkarskim Aston Villa, a w wieku 14 lat zdecydował się na uprawianie lekkoatletyki.

### Kariera sportowa

#### Lata 2005–2007
W 2005 roku, jako 18-latek, Greg Rutherford wygrał Mistrzostwa Angielskiego Stowarzyszenia Atletów Amatorów (ang. Amateur Athletic Association of England, w skrócie AAA) w skoku w dal, zostając najmłodszym zwycięzcą w historii imprezy. W tym samym roku zwyciężył w Mistrzostwach Europy Juniorów w tej kategorii, uzyskując rekordowy wynik 8,14 m.. W 2006 roku reprezentował Anglię na Igrzyskach Wspólnoty Narodów, gdzie zajął 8. miejsce w skoku w dal. W tym samym roku ponownie wygrał Mistrzostwa AAA z wynikiem 8,26 m. W sierpniu zdobył srebrny medal na Mistrzostwach Europy w lekkoatletyce, skacząc na 8,13 m..
W lutym 2007 roku przeszedł operację kostki, przez co przerwał treningi na kilka tygodni. W tym samym roku brał udział w Mistrzostwach Świata w Lekkoatletyce i zajął 21. miejsce w rundzie kwalifikującej.

#### Lata 2008–2011

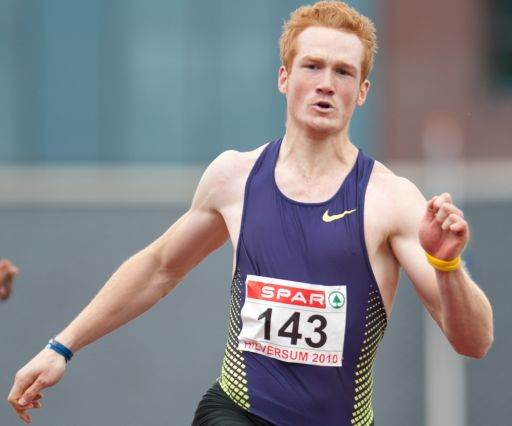
Greg Rutherford w 2010 roku

W lipcu 2008 roku trzeci rok z rzędu wygrał mistrzostwa AAA po wykonaniu skoku w dal na odległość 8,20 m. Dwa tygodnie później wygrał Grand Prix Londynu z wynikiem 8,16 m.. W sierpniu 2008 roku reprezentował Anglię na Letnich Igrzyskach Olimpijskich organizowanych w Pekinie. 16 sierpnia wystartował w rundzie kwalifikacyjnej i z 3. miejsca (8,16 m) zakwalifikował się do finału, w którym zajął 10. miejsce. Po zawodach przyznał, że wynik był jego „największą porażką”, a winę za niepowodzenie zrzucił na infekcję nerek i płuc.
20 sierpnia 2009 roku ustanowił brytyjski rekord w skoku w dal mężczyzn, skacząc na 8,30 m w rundzie kwalifikującej do Mistrzostw Świata w Lekkoatletyce organizowanych w Berlinie. W finale konkurencji zajął 5. miejsce z wynikiem 8,17 m.. W marcu 2010 roku wystąpił na Halowych Mistrzostwa Świata w Lekkoatletyce i zajął 11. miejsce w rundzie kwalifikacyjnej. W tym samym roku uległ kontuzji stopy, przez co nie wziął udziału w Mistrzostwa Europy. 18 września pobił rekord życiowy w biegu na 100 metrów, pokonując ten dystans w 10,26 sekundy na Igrzyskach Great North City. W tym samym roku zdobył srebrny medal na Igrzyskach Wspólnoty Narodów, na których skoczył w dal na 8,22 m.. W czerwcu 2011 roku pobił swój życiowy rekord w skoku w dal, uzyskując wynik 8,32 m podczas rozgrywek Diamentowej Ligi w Eugene. Rezultat nie został uznany za brytyjski rekord z powodu pomocy zewnętrznej (podmuch wiatru). Podczas rundy kwalifikującej Mistrzostw Świata w Lekkoatletyce Rutherford uległ kontuzji ścięgna podkolanowego, przez co nie przeszedł do finału.

#### 2012–2014

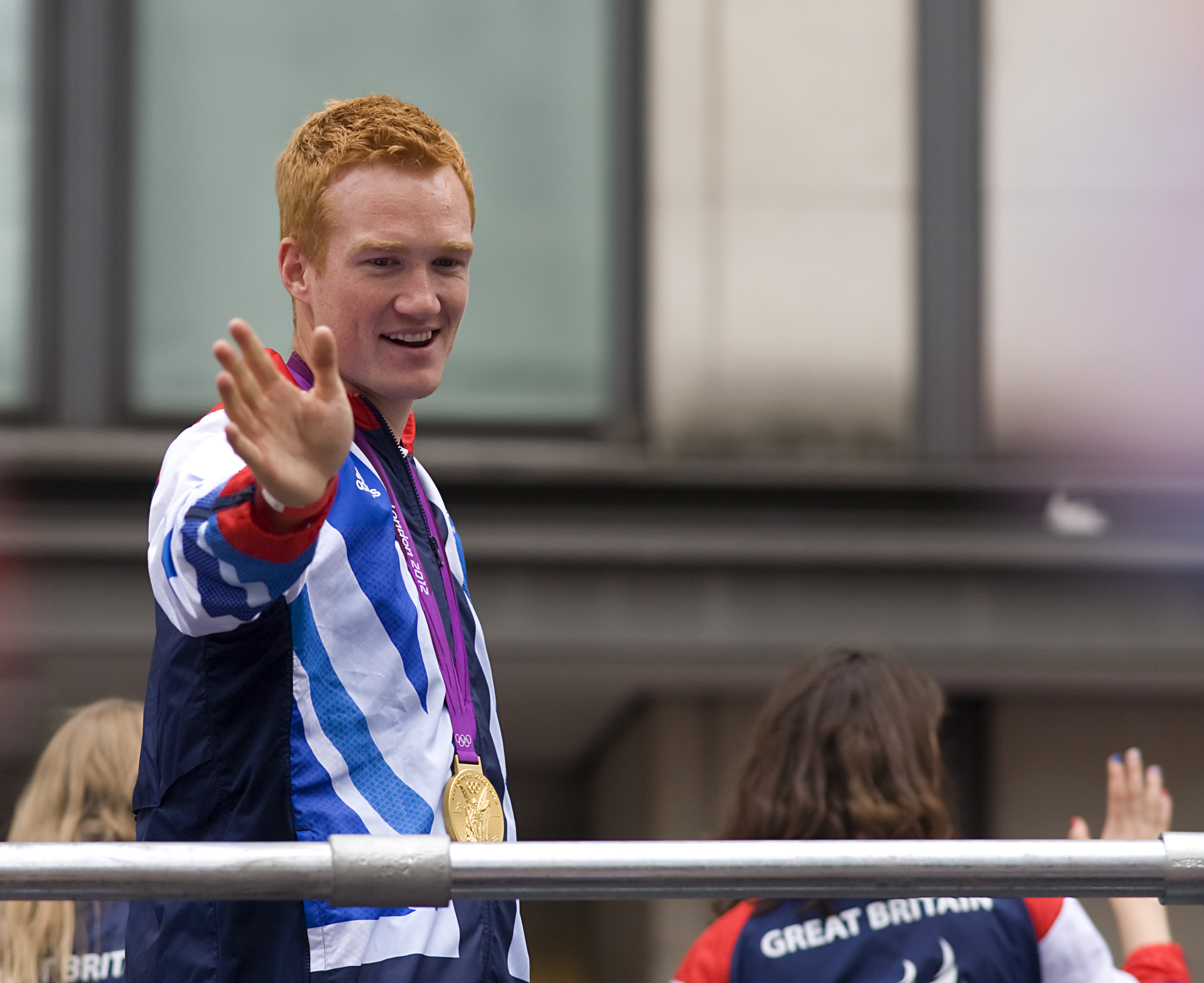
Greg Rutherford podczas Letnich Igrzyskach Olimpijskich w 2012 roku

W maju 2012 roku Greg Rutherford wyrównał brytyjski rekord w skoku w dal (8,35 m), który w lipcu poprzedniego roku ustanowił Chris Tomlinson. W sierpniu wystąpił na Letnich Igrzyskach Olimpijskich organizowanych w Londynie. W rundzie kwalifikacyjnej oddał skok na 8,08 m., dzięki czemu z 3. miejsca zakwalifikował się do finału. Wykonał w nim skok na 8,31 m, który zapewnił mu zdobycie złotego medalu igrzysk. Rutherford został tym samym drugi Brytyjczykiem, który zdobył złoty medal w tej konkurencji. Niedługo po wygraniu medalu dla Wielkiej Brytanii, wizerunek Rutherforda (i pozostałych brytyjskich medalistów) znalazł się na znaczkach pocztowych Royal Mail, a na jego cześć dwie skrzynki pocztowe w jego rodzinnym Milton Keynes zostały przefarbowane na złoty kolor.

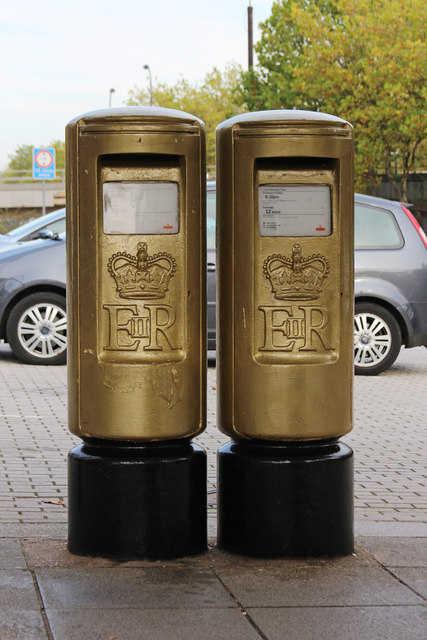
Skrzynki pocztowe w Milton Keynes przefarbowane na złoto na cześć Grega Rutherforda

W lipcu 2013 roku Rutherford ponownie uległ kontuzji ścięgna podkolanowego, tym razem podczas rozgrywek Diamentowej Ligi w Paryżu, przez co musiał zrezygnować z udziału w rywalizacji. Sportowiec zakwalifikował się do udziału w Mistrzostw Świata w Lekkoatletyce, ale nie przeszedł do finału, zajmując 14. miejsce w rundzie kwalifikacyjnej z wynikiem 7,87 m.. Jesienią tego samego roku zaczął trenować biegi krótkodystansowe u boku Jonasa Tawiah-Dodoo.
W lutym 2014 roku wyznał, że zaczął treningi sportów zimowych, takich jak m.in. bobsleje czy skeleton, z nadzieją wzięcia udziału w Zimowych Igrzyskach Olimpijskach. W kwietniu pobił własny rekord życiowy oraz rekord brytyjski, skacząc w dal 8,51 m podczas imprezy organizowanej w Olimpijskim Centrum Treningowym w Chula Vista. W lipcu zdobył złoty medal na Igrzyskach Wspólnoty Narodów, skacząc w dal na 8,20 m.. Miesiąc później zdobył złoty medal na Mistrzostwach Europy w Lekkoatletyce po uzyskaniu wyniku 8,29 m..

#### Od 2015
W lutym 2015 roku wygrał Halowe Grand Prix Birmingham z wynikiem 8,17 m, ustanawiając swój życiowy rekord halowy. W czerwcu wygrał rozgrywki Diamond League w Birmingham z wynikiem 8,35 m. oraz w Oslo z wynikiem 8,25 m.. 25 sierpnia zdobył złoty medal na Mistrzostwach Świata w Lekkoatletyce, oddając skok na 8,41 m, swój drugi najdalszy skok w historii. Tydzień po mistrzostwach świata wygrał finał Diamentowej Ligi w skoku w dal. Wygrana sprawiła, że został pierwszym w historii Brytyjczykiem, który w jednym czasie zdobył wszystkie możliwe tytuły mistrzowskie w rozgrywkach uprawianych na świeżym powietrzu: mistrza olimpijskiego, Świata, Europy, Wspólnoty Narodów oraz Diamentowej Ligi.
W lutym 2016 ustanowił nowy rekord halowy, skacząc w dal na 8,26 m. podczas rozgrywek w Albuquerque w Nowym Meksyku. W lipcu obronił tytuł Mistrza Europy podczas Mistrzostw Europy w Lekkoatletyce, uzyskując wynik 8,25 m.. W sierpniu zdobył brązowy medal na Letnich Igrzyskach Olimpijskich, gdzie skoczył w dal na 8,29 m..

## Występy w mediach
W 2012 roku Greg Rutherford i gimnastyk Louis Smith wzięli udział w jednym z odcinków programu The Million Pound Drop (w Polsce znanego jako Postaw na milion), występując w specjalnej, charytatywnej serii „Gry Celebrytów”. W 2013 roku sportowiec wystąpił w programie Fake Reaction oraz wziął udział w specjalnej, celebryckiej edycji programu The Cube. W 2014 roku brał udział w drugiej edycji programu The Great British Bake Off (w Polsce znanym jako Bake off – Ale ciacho!), a także uczestniczył w programie The Chase. Od 23 września do 20 listopada 2016 brał udział w czternastej edycji programu Strictly Come Dancing (w Polsce znanym jako Taniec z gwiazdami). Jego partnerką była Natalie Lowe, z którą zajął ostatecznie siódme miejsce.

## Największe osiągnięcia
| Rok  | Rodzaj zawodów              | Miasto         | Konkurencja | Miejsce    | Wynik  |
| ---- | --------------------------- | -------------- | ----------- | ---------- | ------ |
| 2005 | Mistrzostwa Europy juniorów | Kowno          | skok w dal  | 1. miejsce | 8,14 m |
| 2006 | Mistrzostwa Europy          | Göteborg       | skok w dal  | 2. miejsce | 8,13 m |
| 2010 | Igrzyska Wspólnoty Narodów  | Nowe Delhi     | skok w dal  | 2. miejsce | 8,22 m |
| 2012 | Igrzyska Olimpijskie        | Londyn         | skok w dal  | 1. miejsce | 8,31 m |
| 2014 | Mistrzostwa Europy          | Zurych         | skok w dal  | 1. miejsce | 8,29 m |
| 2015 | Mistrzostwa świata          | Pekin          | skok w dal  | 1. miejsce | 8,41 m |
| 2016 | Mistrzostwa Europy          | Amsterdam      | skok w dal  | 1. miejsce | 8,25 m |
| 2016 | Igrzyska Olimpijskie        | Rio de Janeiro | skok w dal  | 3. miejsce | 8,29 m |

### Rekordy życiowe
- Skok w dal – 8,51 (2014) – rekord Wielkiej Brytanii
- Skok w dal (hala) – 8,26 (2016) – rekord Wielkiej Brytanii
- Bieg na 100 metrów – 10,26 (2010)
- Bieg na 60 metrów (hala) – 6,68 (2009)

## Życie prywatne
Greg Rutherford mieszka obecnie w Woburn Sands, małym mieście na przedmieściach Milton Keynes. Obecnie jest w związku z Susie Verill. Mają dwóch synów: Milo (ur. październik 2014) oraz Rexa (ur. lipiec 2017). Para zaręczyła się w maju 2019.
W czerwcu 2014 roku w rodzinnym mieście Rutherforda został postawiony – na jego cześć – metalowy posąg o wartości 100 tys. funtów.